# Saroo Brierley
Saroo Brierley (ur. 1981) – australijski biznesmen i pisarz pochodzenia indyjskiego. 

## Historia
Urodził się w Indiach. W wieku czterech lat został oddzielony od biologicznej rodziny. Był wychowywany w Australii pod opieką Johna i Sue Brierleyów. W wieku 29 lat, po poszukiwaniach za pomocą Google Earth, spotkał się z biologiczną rodziną. Jego historia przyciągnęła znaczną uwagę mediów międzynarodowych, zwłaszcza w Australii i Indiach. W 2013 roku została wydana autobiografia Brierleya pod tytułem "Long Way Home" (Droga do domu). W 2016 powstała filmowa biografia Brierleya pod tytułem Lion. Droga do domu w reżyserii Gartha Davisa. W roli dorosłego Saroo wystąpił Dev Patel. Film był nominowany do Oscara w kategorii najlepszy film i najlepszy aktor drugoplanowy.